# Kevin Ross Thiele
Kevin Ross Thiele (* 1958 in Western Australia) ist ein australischer Botaniker. Sein botanisches Autorenkürzel lautet „K.R.Thiele“.

## Berufsleben
Thiele erhielt 1993 einen Doktortitel in Botanik von der University of Melbourne.
Er ist als Kurator beim Western Australian Herbarium in Perth beschäftigt. Er untersucht vornehmlich die Systematik der Pflanzenfamilien der Silberbaumgewächse, der Kreuzdorngewächse und der Veilchengewächse sowie die Naturschutzbiologie des Ökosystems grasiger, lichter Wald. Auch beschäftigt er sich mit Biodiversitätsinformatik und ist am Entwurf der Software für die Global Biodiversity Infrastructure Facility beteiligt.
Seit 1993 veröffentlichte Thiele auch etliche Beschreibungen von Pflanzenarten, besonders aus der Familie der Kreuzdorngewächse, für die „Flora of Australia“. Zusammen mit Pauline Ladiges verfasste er 1996 die „Taxonomie der Banksien“. 2007 arbeitete er mit Austin Mast an der Überführung der Gattung Dryandra in die Gattung der Banksia.